# Carlo Manca
Carlo Manca, terzo marchese di Santa Croce e Villahermosa (Villahermosa, 10 gennaio 1806 – 1861), è stato un politico italiano.

## Biografia
Fu Deputato del Regno di Sardegna per tre legislature, eletto nei collegi di Isili II (IV e V legislatura) e Mandas (VI legislatura).